# Lidia Wysocka
Lidia Wysocka, född 24 juni 1916, död 2 januari 2006 i Warszawa, var en polsk skådespelare.

## Filmografi
- 1935 - Kochaj tylko mnie
- 1936 - Papa się żeni
- 1938 - Gehenna
- 1938 - Ostatnia brygada
- 1938 - Serce matki
- 1938 - Wrzos
- 1939 - Doktór Murek
- 1939 - Złota Maska
- 1955 - Sprawa pilota Maresza
- 1955 - Irena do domu!
- 1956 - Nikodem Dyzma
- 1960 - Rozstanie
- 1973 - Sekret
- 1974 - Zaczarowane podwórko
- 1981 - W obronie własnej